# Hebron (Connecticut)
Pour les articles homonymes, voir Hebron.
Hebron est une ville américaine située dans le comté de Tolland au Connecticut.
Hebron devient une municipalité en 1708. Elle doit son nom à la ville biblique d'Hébron.

## Démographie
| 1820  | 1850  | 1860  | 1870  | 1880  | 1890  |
| ----- | ----- | ----- | ----- | ----- | ----- |
| 2 094 | 1 345 | 1 425 | 1 279 | 1 243 | 1 039 |

| 1900  | 1910 | 1920 | 1930 | 1940 | 1950  |
| ----- | ---- | ---- | ---- | ---- | ----- |
| 1 016 | 894  | 915  | 879  | 999  | 1 320 |

| 1960  | 1970  | 1980  | 1990  | 2000  | 2010  |
| ----- | ----- | ----- | ----- | ----- | ----- |
| 1 819 | 3 815 | 5 453 | 7 079 | 8 610 | 9 686 |

Selon le recensement de 2010, Hebron compte 9 686 habitants. La municipalité s'étend sur 37,29 milles carrés (96,58 km2), dont 0,35 milles carrés (0,91 km2) d'étendues d'eau.